# SN 2008eq
SN 2008eq – supernowa typu Ia odkryta 2 sierpnia 2008 roku w galaktyce A170007+2307. W momencie odkrycia miała maksymalną jasność 18,70m.